# Bäckaskog (gmina Sollefteå)
Bäckaskog – miejscowość (småort) w Szwecji w gminie Sollefteå w regionie Västernorrland. Około 65 mieszkańców.